# Hyvin Jepkemoi
Hyvin Kiyeng Jepkemoi (13 de janeiro de 1992) é uma atleta meia-fundista, campeã mundial e medalhista olímpica queniana.
Campeã mundial dos 3000 metros com obstáculos em Pequim 2015, representou seu país na Rio 2016, conseguindo a medalha de prata na prova. No ano seguinte foi medalha de bronze no Campeonato Mundial de Atletismo disputado em Londres. Em Tóquio 2020 ficou com a medalha de bronze.